# Хофитол
Хофитол — желчегонное средство растительного происхождения. Обладает холеретическим действием. По описанию производителя, стимулирует образование желчи, снижает содержание холестерина и мочевины в крови, обладает гепатопротекторными и мочегонными свойствами. Применяется при диспептических явлениях и расстройствах.
Препарат часто назначается детям и беременных женщинам: младенцам — при желтушке новорожденных, нарушении пищеварения; беременным — при токсикозе, повышении уровня билирубина, диспептических явлениях.